# Anton Bilek
Anton „Toni“ Bilek (* 20. November 1903; † 28. November 1991) war ein österreichischer Fußballspieler, der in den 1920er Jahren im Nationalteam zum Einsatz kam.

## Vereinskarriere
Bilek begann seine Karriere beim Floridsdorfer AC, wo er jedoch kaum zu Einsatzzeiten kam, und wechselte daher im Jahr 1923 zum Lokalrivalen SK Admira Wien. Doch auch bei der Admira war die Position des Mittelläufers mit dem Nationalspieler Anton Koch hochkarätig besetzt. Bilek nahm daher ein Angebot aus Polen an und wechselte im April 1923 zu Diana Kattowitz, wohin ihm später auch sein Teamkollege Johann Schierl folgen sollte. Nach seiner Rückkehr zum Jahresende wurde der Spieler zunächst gesperrt, da er ohne Freigabe ins Ausland gewechselt war, und war dann wieder für die Admira tätig.
Da aber nach wie vor kein Platz für ihn in der ersten Mannschaft war, wechselte Bilek im Laufe des Frühjahrs 1924 zum Zweitligisten Wiener AC, mit dem er den Titel gewann und damit den Aufstieg in die höchste Spielklasse erreichte. Beim WAC wurde er zunächst meist als Seitenläufer eingesetzt, erst durch eine schwere Verletzung von Erwin Puschner und den Abgang des tschechoslowakischen Nationalspielers Antonín Klicpera konnte er sich den Stammposten als Mittelläufer sichern. In den nächsten fünf Jahren spielte Bilek in einer Läuferreihe, zu der auch Georg Braun und zeitweise Walter Nausch gehörten, der WAC fand sich allerdings meist in den unteren Tabellenregionen, lediglich 1928/29 konnte mit einem dritten Platz auf sich aufmerksam gemacht werden. Im ÖFB-Cup erreichte die Pratermannschaft 1928 das Finale, wo man Bileks Ex-Verein Admira mit 1:2 unterlag.
1930 verließ Bilek den WAC und wechselte nach einer Tätigkeit als Tennistrainer in Troppau als Spielertrainer in die Schweiz, wo er zunächst für den FC Solothurn und danach für Montreux-Sports tätig war. 1934 wechselte er nach Frankreich, wo er Spielertrainer des Zweitligisten ASL Villeurbanne war, bis der Verein sich im Frühjahr 1936 auflöste. Nach einer kurzen Tätigkeit bei WSV BU Neunkirchen übernahm Bilek den Trainerposten beim SK Bata Borovo in Jugoslawien. 1938 wurde er Trainer des CSC/Friesen Cottbus.
In den Nachkriegsjahren war er Trainer beim Wiener AC sowie beim unterklassigen WAT XVI.

## Nationalmannschaft
In der zweiten Hälfte der 1920er Jahre wurde die Position des Mittelläufers im Nationalteam meist mit Leopold Hofmann oder Josef Smistik besetzt. Bilek kam daher vor allem im Wiener Städteteam zum Einsatz, wo er es auf sechs Spiele brachte. Sein Debüt in der Nationalmannschaft gab er im November 1927 bei einem 1:0-Auswärtssieg gegen Italien. Sein zweiter und zugleich letzter Einsatz erfolgte im Oktober 1928 bei einem 5:1 gegen Ungarn.

## Erfolge
- 1× ÖFB-Cupfinalist: 1928
- 1× österreichischer Zweitligameister: 1924
- 2 Spiele für die österreichische Fußballnationalmannschaft: 1927–1928

| Personendaten    | Personendaten                                |
| ---------------- | -------------------------------------------- |
| NAME             | Bilek, Anton                                 |
| ALTERNATIVNAMEN  | Bilek, Toni                                  |
| KURZBESCHREIBUNG | österreichischer Fußballspieler und -trainer |
| GEBURTSDATUM     | 20. November 1903                            |
| STERBEDATUM      | 28. November 1991                            |